# Преполовљење Педесетнице
Преполовљење Педесетнице (грч. Μεσοπεντηκοστής) је православни црквени празник везан за Васкрс и Педесетницу. 
Прославља се у среду четврте седмице (25. дан) након Васкрса. На тај начин повезује два велика празника: Васкрс и Духове. Везан је за догађај када је Исус Христос у трећој години своје јеванђелске проповеди, на половини старозаветног празника Педесетнице, тј. јеврејског празника Сеница, открио своју славу и силу (Јн 7,14-36), којом приликом је рекао: "Ко је жедан нека дође мени и пије."
Тема празника је Христос као учитељ, с обзиром на део Јеванђеља који се на тај дан чита. Због тога икона празника приказује познати детаљ из Христовог детињства, када су га Богородица и праведни Јосиф трећег дана пронашли како у храму разговара са учитељима (Лк 2,46-47). На икони се лик дечака Исуса Христа приказује већим од ликова учитеља, символишући на тај начин Његову духовну премоћ. 